# Дулин, Василий Михайлович
Василий Михайлович Дулин (1894, с. Выкса, Выксунская волость, Ардатовский уезд, Нижегородская губерния, Российская империя — 1965, Москва, СССР) — советский партийный и государственный деятель.

## Биография
- 1905 — в возрасте 10 лет стал рассыльным у сельского старосты.
- 1915 — в мастерской Нижне-Выксунского завода
- 1916 — слесарь в механической мастерской в Канавине. Вступает в ВКП(б)
- 1917 — по заданию партии устраивается слесарем в депо в Выксе и становится председателем большевистской партийной организации
- ноябрь-декабрь 1917 г. — на руководящей роли в установлении Советской власти в г. Ардатове.
- 1918 — После 1-го Съезда Советов в Ардатове возглавлял уездный исполком, затем комиссар Ардатовской Земской Управы, председатель уездного совнархоза.
- март 1918 г. — делегат от Ардатовского уезда на IV Всероссийский съезд Советов, на котором решался вопрос о заключении мира с Германией.
- с мая 1918 года — председатель Ардатовского комитета ВКП (б)
- 1919—1929 — на партийной работе в различных уездах Нижегородской, Тамбовской губерний и на Северном Кавказе:
  - c 1919 года — на партийной работе, г. Арзамасе.
  - 10.1928 — 3.1929 — ответственный секретарь обкома Кабардино-Балкарской АССР,
  - член Северо-Кавказского крайкома партии,
  - секретарь парткома крупнейшего в Москве электрозавода.
- 1930 — окончил Институт красной профессуры
- ноябрь 1956 — персональный пенсионер
- 14 июня 1965 года — умер в Москве[4]

### Педагогическая деятельность
С 1930 года перешел на педагогическую работу. Доцент, руководитель кафедр марксизма-ленинизма и политэкономии в различных вузах Москвы.

## Награды
- Орден «Знак Почёта»[4]

## Память
- Названа улица в г. Выкса[5]